# 鋼鐵神兵
《鋼鐵神兵》（英語：B'T X）是車田正美的漫畫作品，於角川書店漫畫雜誌《少年Ace》連載，曾改編成電視動畫及OVA。

## 故事
由機械皇帝建立的機械皇國，帶著征服世界的野心，制造了集頭腦（Brain）、血液（Blood）、勇氣（Bravery）、戰鬥者（Battler）於一體具有獨立思考能力的機械生命體Battler Total（簡稱B'T）。它擁有不可思議的強大戰鬥力，卻依靠人類的血液運行，並誓死效忠第一個賜予自己鮮血的主人。

21世紀初，皇國無數的戰士駕駛著B'T，在各國邊境發動戰爭，炮火下的城市、村莊硝煙四起，家園轉瞬化為焦土，人民流離失所，在悲傷和絕望的深淵裏徘徊……

更可怕的是，在皇國基地的主塔內，正秘密地培養著一只可以吞噬整個地球和萬物生靈的可怕生物，終極B'T拉法路。

五年前，機械皇國四靈將之一的華蓮，最先發現了機械皇帝的野心，拼死逃出了機械皇國。能打倒拉法路的唯一希望是光，在尋找強大光源時，她遇到了身上散發著耀眼光芒的少年高宮鐵兵。

五年後，機械皇國為了拉法路的生長，綁架了機械學界天才科學家及鐵兵的哥哥高宮鋼太郎。為了救出哥哥，鐵兵隻身前往皇國，並且遇到了華蓮的B'T——傳說中的“B'T X”，一場與機械皇國的轟轟烈烈戰鬥就這樣開始了……

## 登場人物

### 主角團

#### 高宫兄弟
高宮 鐵兵
配音：檜山修之、少年時代 - 龜井芳子；朱憶華（中都卡通台）／劉傑（CTV）；鄺樹培、陸惠玲（少年時代）
14歲少年的主人公。性格熱血，擁有吸引著別人的“耀眼光輝”的少年。擁有通過戰鬥把敵對的敵人感化的感染力。雙親早亡，在神居島一邊畜牧牛馬一邊生活著。但自從救了從機械皇國逃走的華蓮後並以此為契機，他的命運開始改變。
武器是華蓮製作的裝備在右手的手甲“耶穌的晚宴（Messiah Fist）”。裝備後能強化握力和拳擊，連鋼鐵也能擊穿。另外還具有導航功能，手指裝甲間能射出4根鋼纜捆住對手，並可將對手的武器粉碎。必殺技是將與X發出的五色磷光，和自己的太陽光輝集中在一點而打出的光之拳“Shining Knuckle”。
最后將機械皇帝的野心粉碎，與兄长鋼太郎一起回到出身故鄉神居島。
—B'TX
配音：堀川仁；李香生（中都卡通台）／官志宏（CTV）；陳卓智
- 施主：華蓮→鐵兵
- 原型：麒麟
- 性別：♂

傳說中的B'T。原本的施主是華蓮，現在的施主則是鐵兵。它的標記是鐵兵綁在它左前足的紅色頭巾。在華蓮逃走時因戰鬥受傷而被當作廢鐵丟棄，但偶然中接受了鐵兵的血而復活，這是因為鐵兵在過去曾接受華蓮輸血的緣故。一開始為了找尋真正的施主華蓮而反抗鐵兵，但後來接觸到他的光輝，便與他共同戰鬥。必殺技是全身放出的“五色磷光”。一般的敵人接觸到五色磷光就會被熔化消滅掉。另外雖比不上朱德姆，但也可以操縱聲帶放出超音波攻擊，漫畫版最後護送鐵兵返回地球後燃燒殆盡。
所有B'T都對自己的施主以敬語稱呼，但只有X則直呼“華蓮”和“鐵兵”。
高宮 鋼太郎
配音：佐佐木望；李景唐（中都卡通台）／于正昌（CTV）；黎偉明、黃鳳英（少年時代）
鐵兵的大哥，16歲。超越機械皇帝的天才科學家。因到外國留學而同鐵兵長時間分離。幾年後與鐵兵重逢後不久就被機械皇國擄走。因拒絕與皇國合作而被打入修羅地獄，但即使身處逆境也依然信任弟弟鐵兵會來拯救自己，堅持研究消滅拉法路的方法。在接受眾多科學家以及皇國的人的協助下，憑藉其出類拔萃的頭腦引導著最後一戰的勝利。激戰之後，與弟弟鐵兵一起回到出身故鄉神居島。

#### 四靈將
華蓮
配音：緒方惠美；呂佩玉→馮友薇（CTV）；黃鳳英、袁淑珍（代配）
西方的靈將，背後有著X傷疤的女戰士。X本來的施主。原本是戰爭孤兒，從少女時代開始被機械皇國收養並接受幹部培養教育。5年前因妹妹華妮受到B'T拉法路襲擊失憶，對機械皇國產生疑問而背叛皇國。在與追兵的戰鬥中負傷，降落在鐵兵居住的神居島，被鐵兵所救。在那時看出了鐵兵擁有的“偉大光芒”而收他為徒。教導他戰鬥術和機械工學，還給鐵兵闡明“真正的強大”是什麼，這在以後成為了鐵兵的人生指示。
使三節棍作武器，擁有高強的戰鬥力。必殺技“Spinning Thunder Bolt”。另外還擁有獨力製作B'T的技術。自被鐵兵拯救之後在神居島隱藏，獨自探尋能打倒拉法路的“光”。期間自己製作了“B'T Shadow X”，並帶上“光之種子”參與最後一戰。
―B'T Shadow X
配音：篠原惠美；林元春
- 施主：華蓮
- 原型：麒麟（黑）
- 性別：♀

與X同一形狀，不過顏色是黑色。像是X的影子或雙生子。與X一樣在角上綁有鐵兵的紅色頭巾。因為是華蓮僅靠神居島的設備製作出來的B'T，所以開始的時候不受控制，之後在北斗和馬克斯的幫助下安定下來。跟其它B'T不同，性格如少女般，有時則會用率直的口吻說話。雖回复自我不久，但就可以利用麥當娜的戀心作出反擊。必殺技是通過敏捷的動作擾亂對手的“Pretty Mirage”。
仰慕著X，稱呼X為“哥哥”。
鳳‧拉斐內
配音：一条和矢；于正昌（CTV）；何國星、區瑞華→袁淑珍（少年時代）
南方的靈將。被稱為“地獄傳教士”的皇國軍中尉。背後有十字型的傷疤。討厭軍服的聖職者。額頭點有硃砂，這是以前青梅竹馬的少女莉莉送給他的遺物。
在皇國角落的一處教會建築物裡跟一群戰爭孤兒們一同生活。音樂才能優秀，能彈奏各種各樣的樂器。戰鬥時經常拉奏小提琴，擅長以音波攻擊。武器是可用於拉奏小提琴的“葬禮之弓（Funeral Bow）”。
本來是在空襲中失去故鄉“索德姆”的戰爭孤兒。因為出身相似，與其他幾個四靈將是朋友關係，5年前華蓮逃走時還故意放走了她。在與鐵兵戰鬥勝利後，發現了他的光芒，救了他一命。雖然以此為原因被皇國認為是背叛者而派出追兵追殺，但並未與鐵兵共同行動，而選擇了獨自的道路。
實際上是不信神的無神論者，好友莉莉因鳳不肯說相信神靈的謊言而失去生存意志，在莉莉死後鳳便成為神職者四處傳教。雖然曾是性格正直討厭說謊的少年，但經歷歲月後則發現謊言也有善意的一種。勝出過多場壯烈的戰爭，逐漸找到自己的真實。承受了自己的罪過，了解到愛的強大而趕赴最後一戰。
—B'T朱德姆
配音：百百麻子；劉傑（CTV）；袁淑珍→鄭麗麗
- 原型：鳳凰
- 性別：♀

深紅色的鳥形B'T。如其名“J'taime（法文‘我愛你’）”一樣，體現着對施主的不屈之愛的不死鳥。擅長以聲帶或翅膀產生聲波的超音波攻擊。必殺技是針對B'T聽覺給予衝擊性的刺激藉以破壞電子頭腦的“死亡之禮讚（Deadly Carol）”。上位必殺技是以“死亡之禮讚”與鳳的小提琴合奏的“Fortune Symphonic”。擁有身體本身就是樂器的特性，能通過與鳳的共鳴發動“忘卻的搖籃曲（Lost Lullaby）”。
龍
配音：藤原啟治；官志宏（CTV）；馮錦堂、陳欣（代配）
東方的靈將。胸前擁有閃電狀傷疤的皇國軍中校，鎮守最後的據點“東龍門”的守護者。小時候是孤兒，依靠搶奪過日子。在受到阿拉密斯的邀請下成為機械皇國的成員。武器是以龍為飾的“雷槍（Thunder Lance）”。一開始為了討伐被當作叛徒的鳳而出擊，後來對自身及機械皇國產生疑問，於是開始反抗皇國。後來招引了米夏的憤怒被投入修羅地獄，但靠自力逃脫，孤身向拉法路挑戰。因時常採取使命感強烈的單獨行動，於是經常擔任斥候的角色。對帶自己加入皇國的阿拉密斯似乎抱有特殊的感情，在阿拉密斯被拉法路所殺後，為她的死流淚哀悼。並接收了阿拉密斯的劍，在心中貫徹她的意志至最後激戰。
—B'T雷童
配音：水野龍司；盧國權
- 原型：應龍
- 性別：♂

青色的龍形B'T。必殺技是從口中放出電擊的“Thunder Cannon”。獨自追尋著施主，疾馳參與最終一戰。
北斗
配音：佐久間修；劉傑→于正昇（CTV）；李錦綸、鄭麗麗（少年時代）
北方的靈將，背後有星星模樣的傷疤。被稱為“Master Doc”的名醫，精通人類與機械。修理好損毀嚴重的X，並強化其潛在的機能。少年時代故鄉遭遇核爆攻擊，失去了故鄉和親人。因在當時暴露在放射線下及自身白血病的緣故，數次令他受盡苦頭。雖知道可以通過換血治愈，但想到會與唯一有血緣關係的馬克斯之間的羈絆斷開，而並不採取根治療法。憑藉其清晰的頭腦和敏捷的反應，擊破了一眾擁有特殊能力的敵人。作為主要參與戰鬥的戰士，並不喜歡鬥爭，而擅長策略戰。因此從未使出過必殺技，連其所持的作為武器的杖的名字也沒有說明。在過去華蓮逃走之前曾把拉法路的細胞碎片交託給她。
—B'T馬克斯
配音：高島雅羅；梁少霞
- 原型：靈龜
- 性別：♀

四靈將中擁有最巨大身軀的龜形B'T，擁有皇國最強防禦力的防禦系統。體內擁有廣闊的駕駛艙，內藏北斗的研究及治療設施。能在極深的地底下潛伏移動。擁有與施主同樣優秀的分析能力，在與七魔將的Dr.鮑伊展開的知識戰中將其打敗。在緊急時能將頭部射出，是兼備逃脫機能在內的防禦性能突出的B'T。

### 主要配角
机械皇国是拥有高度科技并且想要统治全世界的邪恶组织。他们的魔手不但遍布全世界，甚至宇宙也有他们的势力范围，而且他们会绑架全世界的天才科学家让他们宣誓效忠组织，并为组织工作

#### 機械皇國首腦
機械皇帝
救助戰爭孤兒，被當作神一般崇敬的機械皇國的皇帝。雖然受他恩惠的人很多，但很少有人見過他。從不於人前現身，而以米夏和娜夏作為其代理人。是個連真實姓名都是個謎的神秘人物。真實身份是一個存在了700年以上的天才科學家。他發誓對這個不承認自己能力的世界進行復仇，而創造了機械皇國。其目的是為了進行“人類再生（Human Renaissance）”。為了在世上實現永恆生命和永葆青春，而沉迷於研究人工生命體（Homunculus）。他的肉體經過了長久的時間已經腐朽，如今他以只剩大腦的形式在機械皇國主塔上空一千公里的衛星內生存。在宇宙空間的衛星裡用生命裝置一邊維持著生命，一邊期待著人工生命體的唯一成功作品•“B'T拉法路”變成完全體。但是他的野心最終被更勝自己的天才——鋼太郎，以及集中了全宇宙所有太阳（恒星）能量的鐵兵與四靈將們阻止。
—B'T拉法爾\拉法路(港譯)
- 原型：不明
- 性別：不明

在本作中是諸惡的元兇，沒有固定形態、靠吞食一切生物異樣地成長的究極B'T。既有機械部分，亦擁有有機物質，是個充滿謎團的存在。跟其它B'T不一樣，不會跟人類對話，只會不斷捕食和持續破壞並巨大化。雖然連照顧它的皇國的人也照樣捕殺，但皇帝只是靜觀其變。皇帝的行為成為了阿拉密斯和四靈將們產生疑問的契機。
其真身為機械皇帝的B'T，名字來源於文藝復興時期的藝術家“拉斐爾”。機械皇帝以文藝復興時期的天才藝術家們的名字為其研製的眾多人工生命體試驗品命名，最終只有拉法路孵化成功。它為了成為施主的新肉體而完成羽化。持續變態的它，最終獲得了人面、思考和語言能力。可以製造令人卻步的幻覺，並擁有特殊的防禦系統“時間牆（Time Zone）”。最後被集中了全宇宙所有太阳（恒星）能量的铁兵击败。
米夏
配音：折笠愛；龍顯蕙（中都卡通台）／呂佩玉→馮友薇（CTV）；盧素娟
為機械皇帝做代理人的少年。因為代替不見身影的皇帝指揮皇國上下，可以說實質上是皇國的最高權力者。擁有強大的念動力，將不順從自己的鋼太郎和龍扔進修羅地獄，言行非常偏執。雖然性格傲慢又殘虐，但對親生妹妹卻是非常溫柔和憂心。外表看起來年紀很小，但卻是從文藝復興時期就生存至今的人，自從機械皇帝治好妹妹的病之後就成為了皇帝的屬下。因為擁有與生俱來的強大超能力，長年被皇帝當作傀儡利用。500年前接受皇國最高技術：生化人手術，可以將記憶，思考模式複製到新身體，就算先後被賈古拉，BT拉法路殺死，都可以通過不斷更換新身體來重生，但生化人技術具有缺憾，米夏轉移至新身體時失去了良心、憐憫等情感，除了對親妹娜夏之關懷之情外，是一名喜歡殺人的冷血屠夫。米夏早知道生化人缺點，因此事先留下遺言收藏在娜夏的熊玩偶內，假若變成惡魔就要娜夏阻止他。絕對忠於機械皇帝，為了令拉法路成為完全體，不惜犧牲皇國的人。BT拉法路完成後，肉體隨即崩潰，得知自己也只不過是用完即棄的道具。最後被娜夏勸服，在死前與娜夏一同製造出令鋼太郎與機械皇帝見面的機會，最後與娜夏一同離世。
OVA 版背景相似，米夏與娜夏早已經更換了機械身體。BT拉法路完成後，娜夏與合體雙子BT一同迎戰但戰敗，憤怒的米夏以驚人念力反擊，但始終不敵，與娜夏一同被被拉法路殺死。
娜夏
配音：冰上恭子；許淑嬪（CTV）；林元春
米夏的雙胞胎妹妹，靠著在皇國內盛開的花“惡魔之花”續命。跟米夏同為皇帝的代理人，但實權全由兄長掌握，所以她從沒公開下達過命令。身體虛弱，眼睛經常閉上。將米夏在500歲生日送給他的熊玩偶視作“米夏的真心”般重視。雖幾乎從沒睜開過眼睛，但似乎事無鉅細都把握得很清楚，對兄長的殘忍行為感到痛心。她跟兄長一樣擁有某種超能力，能和遙遠的鐵兵會面，幫助鐵兵渡過各種困境。雖外表依然保持昔日的容顏，但因為沒有像兄長一樣進行生化人的手術，只依靠藥物及地獄之花治療，所以肉體已經接近極限。知道機械皇帝本質的她，含淚請求鐵兵打倒機械皇國。最後和重拾良心的米夏一起履行使命，與倒塌的主塔一起同歸於盡。
—B'T Twin Beat（Zeta／Theta）
- 施主：米夏／娜夏
- 原型：不明
- 性別：不明

OVA版原創的B'T。是所有BT 中最接近終極的拉法路。外形是長翅膀的豹，性別不明。顏色各自不同，金色身體是Zeta（施主是米夏），銀色身體是Theta（施主是娜夏）。是機械皇帝給予的B'T，所以雙胞胎主人任何一方下令兩隻B'T都會同時行動，行動經常一樣。OVA版裡合體成一頭，為保護面對拉法路的娜夏而戰。
賈古拉
配音：二又一成；李猶龍（CTV）；郭志權
通稱“小丑賈古拉”。被揶揄為“米夏的奴才”的小丑模樣的面具男。工作是破壞掉沒用的“玩具”。特徵是用玩弄別人的口吻說話，但性格極其殘忍。武器是末端為心形的杖。必殺技是從杖發出無數細絲線將敵人綁住，然後將對手頭部高速旋轉絞斷的“Lovely Marionette”。在作品中負責將失敗者的首級切掉殺害。但是其根本是個善良的人，由於生來扭曲的臉導致其性格也扭曲了。從不脫下的面具是為了掩蓋他複雜的性格。對於他可笑的真面目，只有娜夏和鐵兵沒有嘲笑他。
中了莎樂美的法術，陷入瀕死邊緣的他接觸到娜夏的溫柔後洗心革面，打開東龍門引導鐵兵進入基地。
OVA 版中是一位多年前被當時人稱最強皇國戰士-玫瑰騎士（後化名阿拉密斯）打敗的皇國士兵。因為阿拉密斯未有下殺手便離開，令他感到無比憤慨，之後離開皇國再以小丑身份回歸。與阿拉密斯不咬弦，後來在皇國主塔前迎戰龍及雷童。快要取得勝利時被阿拉密斯突擊，龍乘機還擊及逃去。後來更知道多年仇敵就在眼前而拼命一戰，但始終死於阿拉密斯劍下。
—B'T巴尼拉法滋
配音：黃子敬
- 原型：石像鬼
- 性別：♂

依據石像鬼為原型製造的漆黑的B'T。跟施主一樣使用小丑的口吻，特徵是獨特的笑聲。被露絲瑪麗杀掉。
阿拉密斯少校（玫瑰騎士）
配音：湯屋敦子；龍顯蕙（中都卡通台）／呂佩玉（CTV）；陸惠玲、雷碧娜（代配）
強行擄走鋼太郎的人，因不能控制拉法路的生長，為了尋求對策於是意圖拉攏鋼太郎加入機械皇國。雖然是女性軍人，但卻是機械皇國中的中流砥柱。在五年前因為令華蓮逃脫而從少將被降格至少校，雖然如此但在皇國內的職位似乎沒有實質的改變。雖然是個對皇國的理想充滿信任的忠直的軍人，但在拉法路持續對皇國的人襲擊而機械皇帝和米夏卻完全不採取任何對策下，開始對皇國產生疑念。最終決定背叛皇國，並在討伐拉法路一役中犧牲了自己。
―B'T露絲瑪麗
配音：澤海陽子；袁淑珍
- 原型：蜂
- 性別：♀

頭部擁有可以搭載數個人的駕駛艙的大型昆蟲形B'T。必殺技是揮發出具有甜美香味的毒氣攻擊“Florian Flag”，曾以此瞬間殺害出席萬國博覽會的一萬名科學家。最後在體內搭載無數小型核彈，與施主一起向拉法路發動突擊。

#### 下級部隊
中尉／鐵甲面
配音：堀内賢雄；李景唐（中都卡通台）；郭志權
擔任第五小隊隊長的機械皇國軍中尉。大部分身體被機械化的“生化肉體（Cybernetics Body）”所覆蓋。左手的義肢在戰鬥時可以變形成為“生化長槍（Cyber Lance）”。不時會違背上級命令行事，性格傲慢冷酷，非常好戰。故事中在5年前追踪背叛者華蓮去到神居島，在那裡遇上幼年時的鐵兵。此事在後來變成鐵兵與X相遇並變成拍檔的契機。過去曾參與四靈將候補的選拔考試，在獲取好成績的情況下，因對華蓮出手相助而犯下失誤，而失去半個身體。雖然對華蓮一直執著，本人卻否認愛上華蓮。對身為舊友的華蓮心存恩義，但因她背叛皇國而對她抱有複雜矛盾的感情。在戰鬥最後確認了與華蓮之間依然不變的信賴，代替她去獲取“偉大的光芒”而付出性命。
—B'T麥當娜
配音：渡邊美佐；鄭麗麗、區瑞華（代配）
- 原型：不明
- 性別：♀

重量級的B'T，其力量可以單憑擦過就可以對其他B'T造成大傷害。原型動物不明，但外型類似三角龍。雖然外表孔武有力，但也有女性的心細之處。似乎戀上了敵對的X而苦惱。發誓忠誠於鐵甲面，將他交託的偉大光芒交給華蓮後停止了機能。
在OVA版中，被鐵兵和X的光芒所感染。不理鐵甲面的制止，為了拯救鐵兵和X而奮不顧身身亡。
豺狼部隊
身穿戰鬥裝甲的下級士兵的B'T部隊。負責狙擊反抗皇國的人。
—B'T豺狼
- 施主：下級兵士
- 原型：不明
- 性別：♂

下級士兵用的量產型B'T。外型是長翼的野獸姿態。是戰鬥次數最多的部隊。
烏鴉
- 配音：辻親八、荒川太郎（日语：荒川太郎）、中田和宏

機械皇國的諜報部隊。身穿黑色的戰鬥服，拍檔是烏鴉形的量產型B'T“CROW”。

#### 七魔將
密斯林
配音：小杉十郎太；李猶龍（CTV）；陳欣
身穿蛇皮長大衣的詭異的長髮戰士。左手是可以無限延伸的電磁鞭“生化蛇鞭（Cyber Whip）”。這條鞭跟拉雷尼亞一樣擁有再生能力，從末端的蛇頭流出的毒可以令物體風化。被鐵兵打敗後，鐵兵饒了他一命。但鐵兵離去後卻被賈古拉處分掉。
—B'T拉雷尼亞
配音：藤木聖子；雷碧娜
- 原型：九頭蛇
- 性別：♀

擁有200%防禦率的防禦系統，和真正的九頭蛇一樣，即使頭部被破壞也可以瞬間自我再生。必殺技是從口中噴出能令一切生物風化掉的“Weathering Breath”。
庫亞多羅
配音：關俊彥，坂本千夏（少年時代）；黎偉明、黃鳳英→梁少霞→黃鳳英（少年時代）
鳳的舊友，亦是莉莉的兄長。與鳳相反，是個黑暗聖職者。左手是名為“Thunder Arm”的義肢。武器是以可以瞬間內變成電磁波的物質“光譜金屬（Spectre Metal）”做成的槍。過去是充滿信心，心地善良的少年。妹妹死了之後就變了另外一個人，現在其信仰對象變成了機械皇帝。在妹妹彌留之際，因鳳沒有對她說出她想聽的話，因此對鳳產生了憎恨。但其實並未捨棄友情，依然隨身攜帶著鳳的口風琴。激鬥最後被鳳所打敗，最終和鳳和解，鳳吹著口風琴為他送行，回到了親愛的妹妹身邊。
—B'T羅雷素
配音：相澤正輝；黃子敬
- 原型：鷹頭獅
- 性別：♂

用翅膀製造出氣壓為0的真空地帶“Aero Zap Zone”，連朱德姆的“死亡之禮讚”都可以反彈。口中吐出電流彈“Thunder Ball”。
冥夢
配音：三木真一郎；黎偉明
戴著面具，與B'T萬聖節一同用催眠波催眠敵人，將敵人扯進夢中然後打倒的戰士。是個擁有其他七魔將都恐懼的能力的噩夢使者。真正身份是北斗的哥哥“昴”。因精神醫學方面的天才而著名，但被機械皇國看中，令他平穩的人生被擾亂。
小時候被機械皇國的士兵教唆，按下了核彈的發射按鈕，引發核爆，炸毀了自己所居住的地位。雖然說事前不知情但犯下的罪過卻是真實的。因此受不住沉重的壓力而失去記憶。
在忘卻森林被不會甦醒的噩夢所侵襲，但在與弟弟北斗的戰鬥最後恢復記憶而悔恨交加。最後拜託鐵兵“把真相告訴北斗”後死去，不過，鐵兵最後決定向北斗撒一個善意的小謊。
—B'T萬聖節
配音：島田敏；黃子敬
- 原型：夢魘
- 性別：♂

有翼的黑色馬形B'T。使用通過催眠波令對手產生幻覺的攻擊“白日夢（Daydream）”。
莎樂美
七魔將中唯一的女性。與《聖經•新約》所記載的想要施洗者約翰的人頭的希羅底舞姬“莎樂美”一樣，是個熱衷獵取首級的被詛咒的戰士。
使用能發出連B'T的聽覺都察覺不到的特殊音波的音樂盒，以及通過自己美妙的舞姿來操縱他人的絕技“沉默的曲調（Silence Tone）”。設計令鐵兵、鳳、北斗跌入自相殘殺的陷阱。
少女時代有一隻寵愛的小馬。但因為小馬額頭上的肉瘤被誤認為是獨角獸的角，因而被村里的小孩們殺害換取金錢。此事對她造成心理創傷，至今仍不時發作。殘酷的現實使她封閉內心，成為機械皇國的一員。但接觸到不為慾望所折的鐵兵之後，終於悔悟過來。看到被賈古拉砍掉首級的七魔將們心生激憤，最後雖然被賈古拉所殺，但賈古拉也中了沉默的曲調，被操縱去殺害米夏。
—B'T哈羅希恩
- 原型：獨角獸
- 性別：不明

擁有跟過去莎樂美寵愛的小馬一樣名字的B'T。對莎樂美非常效忠，不允許其他人碰觸她。角上擁有治愈能力，救回將莎樂美心扉打開的鐵兵一命。之後在為了弔唁施主莎樂美的遺體時，被沙法亞所阻擋，之後下落不明。
沙法亞
有著女性容貌的七魔將。以日本歌手IZAM為原型創作的角色。身上鑲嵌的可以吸收光線的寶石是名為“Brilliant Armor”的裝甲。對“美麗”之外的事物完全無興趣，是個冷血的人物。將同為七魔將的莎樂美的遺體變成寶石玩弄。認為寶石的原石是無價值的，要經過藝術性的雕琢加工才是美。依據此獨特的美學，用扇形武器“Excellent Cleaver”將寶石化的對手切割。此外用可以令對手麻痺的吻“Paralyse Kiss”親吻身為男性的鐵兵。被鐵兵的“偉大光芒”迷眩，企圖得到鐵兵的光芒時，因為承受不了而自爆敗北。
—B'T艾羅加
- 原型：翼蜥
- 性別：不明（劇中表現傾向為男性）

必殺技是從口中吐出可以令物體變成寶石的怪異光線"Death Queen Jewel"。另外，能夠在特定範圍內製造出令大氣結晶化的牢籠“Air Jail”。
Dr.鮑伊
過去與北斗在皇國的教育機構內爭奪主席的舊友。求學時期是北斗也一次都沒贏過他的天才學生。是多重人格的患者，主人格是溫厚型，但也存在著非常粗暴和少女化等多種的人格。將鐵兵，鳳和北斗困在陷阱“宇宙魔術方塊（Cosmic Cube）”裡，然後和獨自逃脫出來的北斗進行知識決戰。他的人生一直被多種人格持續反复折騰，在生命最後一刻終於了解到自我。
—B'T卡典沙
- 原型：奇美拉
- 性別：不明（劇中表現傾向為男性）

一個身體擁有三個頭腦和意識的特殊B'T。代表智慧的飛龍（Wyvern）、代表力量的獅子（Leo）、代表精神的山羊（Goat），三個頭部分別負責不同領域類型的攻擊。飛龍的必殺技“宇宙魔術方塊（Cosmic Cube）”是將對手困入魔方形狀的空間裡然後投向異次元。獅子的必殺技是從口中吐出火焰彈“飛行隕石（Flying Rock）”。山羊可以入侵任何電腦系統，然後散播電腦病毒。以超高的智能加上強大的攻擊力自豪的他們各自彌補各自的不足，狙擊著北斗和馬克斯，但最後還是不敵敗北。
凱
研讀了所有哲學的暗黑哲學家。擁有褐色肌膚的孤傲戰士。能夠操縱素粒子，完全避開物理攻擊，令鳳難於應付。其本質是虛無主義者，一邊追求真理一邊又因為得不到解答的現實而苦惱。厭惡與自己有相近境遇的鳳，老是揶揄他為“偽僧侶”。雖然已壓倒性的力量和哲學令鳳受盡苦頭，但在激戰的最後敗北。最後到達了自己一直尋求的真理﹕愛，安詳地離世。
—B'T神鷲
- 原型：迦樓羅
- 性別：不明

通過放出黑暗物質來令自身和凱的身體中微子化，令物理攻擊無效化的B'T。必殺技是“無限的斬劍”。

#### 據點守護者
守衛著到達機械皇國中心“基地”前必須經過的“據點”的戰士們。駕駛著強大的B'T，狙擊鐵兵等人。雖都是機械皇國的軍人，但是多數人都沒有穿軍服。
虎克船長
配音：松尾まつお；林保全
沙漠據點的守護者。外表像海盜，手腕被機械化。必殺技是“電擊地獄（Electric Line）”。
—B'T庫魯比
配音：長島雄一；魏惠文
- 原型：環形動物
- 性別：♂

狀似環形動物的B'T。擁有強酸性的消化液，無論是鋼鐵還是生物，什麼都能夠吞下消化掉。用硫酸唾液將敵人溶解。
卡米拉
配音：山口勝平；陳欣
擅長幻覺攻擊，花園據點的守護者。穿著蝴蝶似的華麗裝束的男人。是唯一能管理惡魔之花的男人。被铁兵杀掉。
—B'T米拉裘
配音：岡本麻彌；陸惠玲
- 原型：蝴蝶
- 性別：♀

跟施主一樣擅長幻覺攻擊，狙擊著X。必殺技是“死亡之翼（Death Flap）”。
死神
配音：宮本充；蘇強文
機械皇國的墳場據點的守護人，身穿骸骨甲胄。武器是巨大的鐮刀。是瑪莉亞的哥哥，本名是阿雷夫。是個相信機械皇國理想的機械戰士。雖依從成為戰士的時候的習慣，持續襲擊活人，但經過三百年的如今，瑪莉亞認為“他已經失去人類的思考能力，只是一個只知道反复殺戮的殺人機器”。被铁兵杀掉。
—B'T蝙蝠
- 原型：蝙蝠
- 性別：不明

操縱小型的機械蝙蝠，成群向活人襲擊。必殺技是從口中吐出月牙形狀的刀刃“地獄震波（Deep Throat Cycle）”。
貝姆
配音：梅津秀行；林保全
接受來自皇國的討伐鐵兵和X的任務，埋伏等待著他們的軍人。朱德姆說他是個“單純的賞金獵人”。被發出五色磷光的鐵兵和X擦過而敗北。
—B'Tチャンス
配音：茶風林；黃子敬
- 原型：蟹
- 性別：♂

性格輕浮的B'T。與貝姆一起埋伏等待鐵兵和X，卻和施主一起被鐵兵和X壓倒性的力量消滅。
戰鷹三騎士
以擁有同樣系統的名為“戰鷹”的灰色鳥形B'T（配音：小野健一；李錦綸）為拍檔的戰士們。以三位一體的攻擊“長槍陣（Triple Lancer）”向鳳急襲，但結果失敗。在動畫版裡則擁有各自的名字，但彼此關係惡劣。三兄弟向鐵兵他們發起挑戰。全部被铁兵杀掉。
三兄弟的大哥名叫“萊”（配音：速水獎；陳欣），二哥名叫“雷昂”（配音：石井康嗣；盧國權），弟弟名叫“米拉”（配音：子安武人；馮錦堂）。弟弟米拉雖然是最小的，但卻擁有最強的實力。
巴爾薩克
配音：千田光男；林國雄
長著絡腮鬍的中年軍人。向治療鐵兵和修理X的北斗挑戰。
—B'T薩班那
配音：金尾哲夫；盧國權
- 原型：獅蟻獸
- 性別：♂

以擁有獅子上本身和螞蟻下本身的幻獸為原型製造的B'T。必殺技是從口中放出能穿透一切的光線“鐳射刀（Laser Slade）”。能自由操縱小型的螞蟻形B'T“瘋狂螞蟻（Crazy Ant）”。

#### 其他人物
加富
配音：瀧本富士子；區瑞華
在一開始的沙漠據點等待鐵兵的少年。雖然年紀小小就可以利用廢鐵製作機械士兵。
華梨上等兵
配音：橫山智佐；林元春
華蓮的妹妹。隸屬鳳而不是機械皇國的女軍人。自鳳背叛皇國開始就代替她照顧鳳所庇護的孤兒們，對鳳抱有淡淡的感情。
小時候遇到拉法路引起的事件後喪失記憶，之後被分配到鳳的身邊。最終恢復記憶，與華蓮重逢。之後留在教會，與孤兒們一起祈禱著赴戰的四靈將們平安無事。
瑪莉亞
配音：日高法子；梁少霞
在被墳場所掩埋的陰森據點裡，為死者祈禱的神秘少女。穿著白色的修道袍。其真正身份是據點的守護者死神的妹妹，因其身體被機械化而生存了300年以上。在長久的歲月中，為儘管成為機械身體，卻依然遭受痛苦的現實所折磨。一直在等待能夠打倒死神的人，最後為保護鐵兵而死去。
馬爾傑羅
配音：龍田直樹；郭志權
修羅地獄的看守。性格殘忍、欺善怕惡，害怕老鼠。為了自保違抗了阿拉密斯的命令，將拉法路的細胞扔掉，將事態發展引向最惡劣的方向。最後被鋼太郎感化，協助鋼太郎的研究。
在OVA版裡對莉莎博士有好感。最后為了保護高宫兄弟而喪命。
阿米哥
配音：辻親八；梁耀昌
修羅地獄的副領班，巨型的半機械人。為機械身體的故障引起的劇痛而苦惱。接觸到鋼太郎的善良，協助他進行研究。是修羅地獄裡最後一個生存者。直到最後都一直保護鋼太郎，不惜付上性命。
尼因博士
配音：清川元夢；陳曙光
落入修羅地獄的其中一位教授。暗中進行對拉法路的研究，為鋼太郎指明研究的方向。被馬爾傑羅杀害。
莉莉
配音：丹下櫻；沈小蘭→鄭麗麗
與鳳住在同一個故鄉的少女，是七魔將庫亞多羅的妹妹。心地善良而虔誠，在遭受機械皇國空襲後的絕望中死去。

### 動畫版原創人物
沙慈博士
配音：松本保典；盧國權
隸屬機械皇國的科學家。現在脫離了皇國，獨自進行研究。X對他說話時使用敬語。
老將加奧斯
配音：小林修；黃子敬
擁有褐色膚色的倔強的老兵。尋求著能夠打倒機械皇國的戰士，向鐵兵挑戰。
—B'T拉滿
配音：寶龜克壽；梁耀昌
- 原型：獨角仙
- 性別：♂

閃耀著金光的老式獨角仙形B'T。必殺技是“Golden Storm”。
莉莎•瑪莉亞•斯坦博士
配音：冬馬由美；林元春
與鋼太郎一同在柏林的大學進行研究的博士。德國人。平常戴著眼鏡，是個身材修長的美女。墮入修羅地獄後一度將心靈封閉，但被鋼太郎觸動，為了打倒拉法路，自發加入一起研究。对鋼太郎有好感。

## 各話標題
| 01 | 奇蹟！復活的B'TX       |
| 02 | 誕生！太陽的戰士       |
| 03 | 對決！機械皇國的野心   |
| 04 | 登場！傳說中的四靈將   |
| 05 | 出發！決死的救出作戰   |
| 06 | 恐怖！沙漠的海盜       |
| 07 | 驚愕！機械皇帝之謎     |
| 08 | 華麗！幻惑戰士卡米拉   |
| 09 | 驚異！邪惡之花         |
| 10 | 追擊！鐵甲面的逆襲     |
| 11 | 無敵！東之靈將龍       |
| 12 | 最強！猛將卡歐斯       |
| 13 | 拍檔！熱切的希望       |
| 14 | 悲劇！墓場的少女瑪莉亞 |
| 15 | 炸裂！給死神一擊       |
| 16 | 復活！五色磷光         |
| 17 | 出現！黑色的X          |
| 18 | 暗黑！修羅地獄的恐怖   |
| 19 | 決死！X的末日          |
| 20 | 生命！綻放光芒之心     |
| 21 | 新生！B'TX誕生         |
| 22 | 最凶！基地的七魔將     |
| 23 | 耀眼！閃亮的一擊       |
| 24 | 燃燒！太陽的碎片       |
| 25 | 打倒！B'T拉法路        |

| 01 | 靈將VS魔將     |
| 02 | 愛與恨之地     |
| 03 | 紅蓮之火       |
| 04 | 血的奇蹟       |
| 05 | 夢幻的恐怖     |
| 06 | 一線光芒       |
| 07 | 給我更多的光明 |
| 08 | 假面的告白     |
| 09 | 血的羈絆       |
| 10 | 惡魔的咆哮     |
| 11 | 追求遺失的過去 |
| 12 | ONE FOR ALL    |
| 13 | 未來的記憶     |
| 14 | 太陽的碎片     |

## 主題曲

### TV主題曲
- OP（作詞：室井美樹、作曲：西村麻聡、編曲・歌：FENCE OF DEFENSE）
- 中都卡通台OP 「HIGH PRESSURE」（作詞：井上秋緒　作曲・編曲：浅倉大介 歌：T.M. Revolution）
- ED「僕の生き方」（作詞：伊藤良太、作曲：青木慶則、編曲：JOHNNIE FINGERS、歌：ブルーボーイ）（キティ・エンタープライズ）

### OVA主題曲
- OP「A PIECE OF SUN」（作詞：前田耕一郎、作曲：山崎利明、編曲：須藤賢一、歌：遠藤正明）（日本コロムビア）
- ED「永遠のその先 〜You are the best buddies〜」（作詞：前田耕一郎、作曲・編曲：ホリエアキラ、歌：遠藤正明）（日本コロムビア）
- 插入曲「瞳は幾千の窓」（作詞：畑亜貴、作曲：安西史孝、編曲：安西史孝、歌：畑亜貴）

## 各地播放
- 香港的無綫電視（TVB）曾購入《鋼鐵神兵》電視動畫與OVA的播映權，於1998年10月3日至1999年2月27日逢周六上午11:50-12:45在翡翠台首播。
- 台灣的中國電視公司曾購入《鋼鐵神兵》電視動畫的播映權，逢周六下午緊接在《大巡按蕃薯官》之後首播。

## 外部連結
- （英文）B't X at Illumitoon.com

### 播放電視台
| 中視 星期六13:30-14:00節目           | 中視 星期六13:30-14:00節目               | 中視 星期六13:30-14:00節目 |
| ------------------------------------ | ---------------------------------------- | -------------------------- |
|                                      | 鋼鐵神兵 （1998年4月4日～2000年6月8日）  |                            |
| 待查                                 | 待查                                     |                            |
| 中都卡通台 星期一至五18:30-19:00節目 |                                          |                            |
| 待查                                 | 鋼鐵神兵 （1998年4月13日～1998年6月4日） | 待查                       |